# Mounir Hamoud
Mounir Hamoud est un footballeur norvégien d'origine marocaine, né le 1er février 1985 à Nador (Rif oriental) et mort le 12 février 2024. Il occupe le poste de défenseur.

## Biographie
Avec le club de Strømsgodset, il participe aux tours préliminaires de la Ligue des champions et de la Ligue Europa.

## Palmarès
- Champion de Norvège en 2013 avec le Strømsgodset IF